# 第十九個妻子 (電影)
《第十九個妻子》（英語：The 19th Wife）是一部Lifetime出品的電視電影，改編自大衛·埃伯肖夫的同名小說。

## 劇情
在猶他州南部猶太人基本教義派的耶穌基督後期聖徒教會社區中，貝琪蓮（Patricia Wettig飾）被指控謀殺了她的一夫多妻制丈夫。另一個女人葵妮（凱樂·利飾）確信她的朋友貝琪蓮是無辜的，而貝琪蓮的兒子喬丹（馬特·朱克瑞飾）則努力證明母親的清白。

## 外部連結
- 互联网电影数据库（IMDb）上《第十九個妻子》的资料（英文）
- 官方網站